# Erik Hartvall
Knut Erik „Pekka“ Hartvall (* 18. Februar 1875 in Helsinki; † 18. Februar 1939 in Sipoo) war ein finnischer Segler.

## Erfolge
Erik Hartvall, der Mitglied von Nyländska Jaktklubben war, gewann 1912 in Stockholm bei den Olympischen Spielen in der 12-Meter-Klasse die Bronzemedaille. Er war Crewmitglied der Heatherbell, die in beiden Wettfahrten der Regatta den dritten Platz belegte und damit den Wettbewerb hinter den einzigen beiden Konkurrenten beendete, dem norwegischen Boot Magda IX von Skipper Johan Anker und dem schwedischen Boot Erna Signe von Skipper Nils Persson. Zur Crew der Heatherbell gehörten außerdem Sigurd Juslén, Jarl Hulldén, John Silén, Eino Sandelin und Max Alfthan. Skipper war Ernst Krogius.